# ルイ・ジャンモ
ルイ・ジャンモ（Louis Janmot, 1814年5月21日 - 1892年6月1日）は、19世紀フランスのリヨン派の画家、詩人。ジャンモはロマン派と象徴主義の間を繋ぐ人物として見られており、ドイツのナザレ派(en)やイギリスのラファエル前派と同様な神秘主義的、理想主義を有すると共にカトリック的傾向を強く有する画家であった。

## 生涯
ジャンモは1814年5月21日にフランスのリヨン市で生まれた。父方祖父がオービュッソン織りの絨緞（じゅうたん）業者、母方の祖父が絹織物製造業者の敬虔なカトリック教徒であった。ジャンモは青年時代に弟（1823年）と妹（1829年）の死に深い悲しみを味わった。1826年にリヨンの王立中等学校入学、そこで同級生で後の1833年にパリで聖ヴィンセンシオ・ア・パウロ会（fr）を設立するフレデリック・オザナム（fr）と知り合う。また、彼の哲学の教授ノワロ神父の弟子たちと友人となった。1831年夏、彼はリヨン国立高等美術学校に入学するために王立中等学校を中退するが、ノワロ神父の哲学と美学の講義には通い続けた。1832年には美術学校から最高栄誉の「金の月桂樹」賞を獲得した。1833年にヴィクトール・オルセルとドミニク・アングルから絵のレッスンを受けるためパリに上京し、そこで他のリヨン出身者と共に聖ヴィンセンシオ・ア・パウロ会に入会した。
1835年末、当時ローマの在ローマ・フランス・アカデミーの学長であったアングルを追って彼はクラウディウス・ラヴェルニュ(fr)、ジャン＝バティスト・フレネ（fr）や他の学生と一緒にローマに行き、そこで1832年にローマ賞を獲得しローマに留学していたイポリット・フランドランと出会う。また、この旅行の途中で「魂の詩」の構想を得た。1836年にリヨンに帰郷した後、ジャンモは「ナインの寡婦の息子の復活」（1839年）あるいは「オリーブの庭のキリスト」（1840年）のような大判で宗教的霊感を有する絵画でパリのサロンの批評家の注目を引いた。1845年以降、彼は「野の花」でシャルル・ボードレールの関心を引き、それにより1846年からサロンへの参加を許された。また、テオフィル・ゴーティエはジャンモの「ラコルデール神父の肖像」（1846年）に感銘を受けた。1854年には「魂の詩」第一部が完成しリヨンとパリで展示会を開くが、このパリの展示会で同じリヨン出身の画家ポール・シュナヴァールと知り合った。
1855年にはパリ万国博覧会に「魂の詩」の出品を許される。これはジャンモに好意を持っていたウジェーヌ・ドラクロワのおかげだといわれている。しかし不可解で謎めいたこの作品は、批評家のシャルル・ボードレールに「判じようとして、くたびれてしまう」と評された様に、結果は芳しいものではなかった。その年の12月に彼はカルパントラの貴族の家柄のレオニー・サン・ポーレと結婚した。1856年にジャンモは、聖ポリカルプ教会から「最後の晩餐」のフレスコ画(破壊)の注文を受けた。それに続いて他の多くの注文、特に彼の友人の建築家T・デジャルダンからのサン・フランシスコ・デ・セールの改装された教会ドームと市庁舎の装飾の注文を受けた。その後彼は美術学校教授に任命された。しかし1860年聖オーギュスタン教会の装飾という注文を受けパリに移り住んだ。だが彼の保護者たちの死、即ち、ドラクロワついでフランドランさらに参事官をしていた伯父シベールの死によって、この仕事から追われた。そしてジャンモは家族と経済状態の深刻な問題に悩まされ、アルクイユのドミニコ会学校での教師職を受け入れた。普仏戦争の最中の1870年8月、彼の妻はパリ郊外のバニューで第7子の誕生の後に亡くなった。プロイセン軍がその家に近づき、更に家を包囲すると、彼は義父が住むアルジェに避難しそこで風景を描いて過ごした。フランスがプロイセンに降伏した後の翌年6月、パリに戻ったがバニューの彼の家は略奪されていた。
彼は孤独な生活を送っていたが、シャルル・ルブランやシュナヴァール、オザナン未亡人たちの友情によって立ち直り、1878年にはテール・サントのフランシスコ会教会の装飾を担当する事になった。この仕事を終わった後、増大する金融や家族の困難に直面し、ジャンモはいくつかの注文(「ラコルデール神父の肖像」（1878年、ヴェルサイユ城美術館）、「ロザリオ」（1880年、サン＝ジェルマン＝アン＝レー）、「聖クリスティーヌの殉教」（1882年、ソリエス＝ポン）を受けたにもかかわらず、トゥーロンで人里離れた生活を送った。また、この頃ジャンモは「魂の詩」の詩の第二部を完成したが、これをパトロンで名門の工業家でアマチュア写真家のフェリックス・ティオリエ（fr）が出版することを決めた。そして、1881年ジャンモの詩と油彩、デッサンの写真を入れた印刷本『魂の詩』が刊行された。その間1880年にリヨンに帰るが、彼の世代の画家の大半が既に世になく、彼の芸術は時代遅れとみなされて、公的な注文から締め出されてしまう。1885年、ジャンモは元学生のアントワネット・キューラと再婚し、再びリヨンに定住するため戻りそこで彼は『魂の詩』のテーマの継続とみなすことができる「煉獄」（1885年）や「時の終わり」（1888年）などの木炭画を描いた。また、1887年リヨンとパリでジャンモにより以前に書かれた記事を含む『芸術と芸術家の意見』と題する500ページを超す著作が出版された。そしてその5年後の1892年6月1日にリヨンで肺炎で亡くなる。78歳であった。

## 美術様式

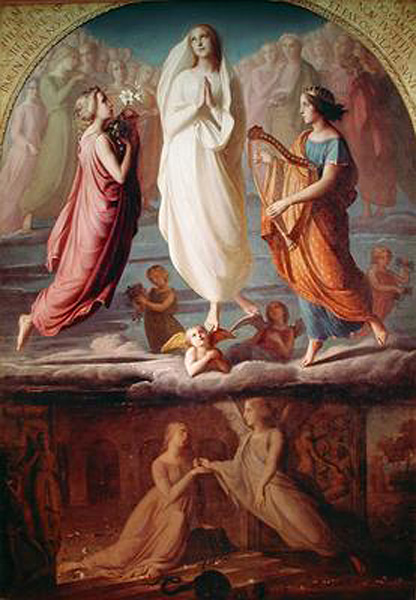
聖母被昇天

イポリット・フランドラン等のリヨン派の画家やドミニク・アングルの弟子と同様、ジャンモは多くの教会装飾の注文を受けた。その、彼の絵画における神秘主義と組み合わされたアングル風の素描や純潔な仕上げは、彼の同時代のナザレ派やラファエル前派の作品に類似している。ジャンモはロマン派と象徴主義の間を繋ぐ人物として見られており、フランスにおけるラファエル前派を予示するものである。そして彼の作品はピエール・ピュヴィ・ド・シャヴァンヌ、オディロン・ルドンとモーリス・ドニによって賞賛された。

## 作品
今日ジャンモの作品のいくつかは、彼の主要作品である『魂の詩』を含めてリヨン美術館で見ることができる。

### 魂の詩
「魂の詩」はジャンモの最も有名な作品で、18点の油彩画による第一部（1835年 - 1855年）とこの制作中に構想された16点の素描画からなる続編の第二部（1860年 - 1880年）、合わせて34点の連作である。ジャンモは更に第三部、四部も計画していた。そして1858年には詩編「魂の詩」の第一部をVingtrinier出版社より出版した。その後1881年にジャンモは第一部のいくつかの詩節を書き換え、新しいものを追加した上で、第二部を加えた4000行の長い詩がサン=テティエンヌで出版された。このジャンモ自身により書かれた長い詩は「魂の詩」の絵画を解釈する原典となる。しかし、この「魂の詩」の絵はジャンモの孫、アロイス・ド・クリスタンが1950年に全作品34点をリヨン市に寄贈するまでの約半世紀間完全に忘れ去られていた。

#### 作品リスト
| 第一部 : 油彩画 | 第一部 : 油彩画 |  | 第二部 : 素描画 | 第二部 : 素描画        |
| 1.              | 聖なる創造      |  | 19.             | 孤独                   |
| 2.              | 魂の移行        |  | 20.             | 無限                   |
| 3.              | 天使と母        |  | 21.             | 情火の夢               |
| 4.              | 春              |  | 22.             | 愛                     |
| 5.              | 天の思い出      |  | 23.             | 別れ                   |
| 6.              | 父の家          |  | 24.             | 疑惑                   |
| 7.              | 悪しき小径      |  | 25.             | 悪霊                   |
| 8.              | 悪夢            |  | 26.             | 大饗宴                 |
| 9.              | 麦の粒          |  | 27.             | 神の喪失               |
| 10.             | 初聖体拝領      |  | 28.             | 亡霊                   |
| 11.             | 純潔            |  | 29.             | 運命への転落           |
| 12.             | 黄金の梯子      |  | 30.             | メゼンティウスの責め苦 |
| 13.             | 太陽の光        |  | 31.             | 悪の世代               |
| 14.             | 山の上で        |  | 32.             | 母親の取りなし         |
| 15.             | 夕べ            |  | 33.             | 解放または未来の予見   |
| 16.             | 魂の飛翔        |  | 34.             | 神のみもとへ           |
| 17.             | 理想            |  |                 |                        |
| 18.             | 現実            |  |                 |                        |

#### ギャラリー

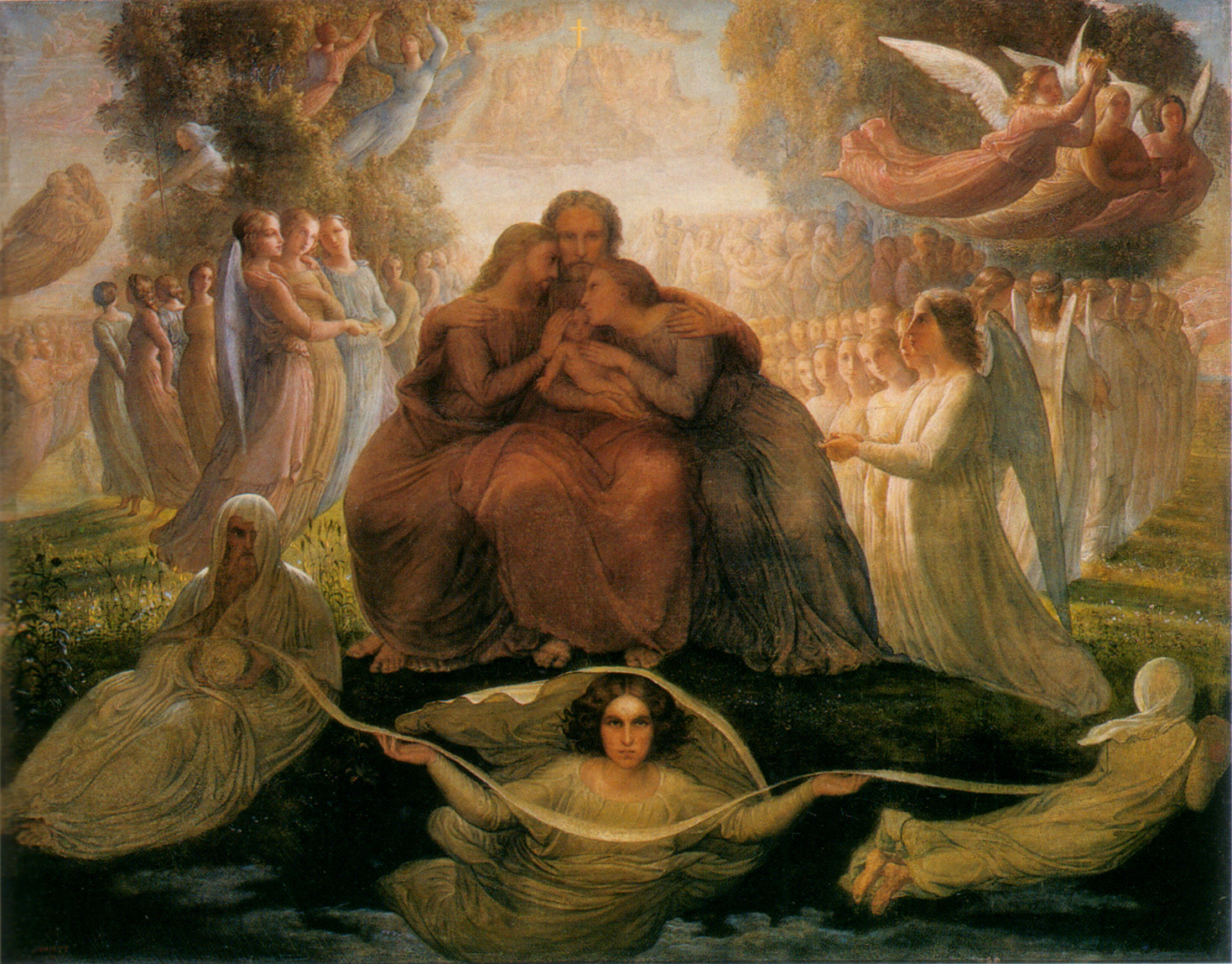
1. 聖なる創造
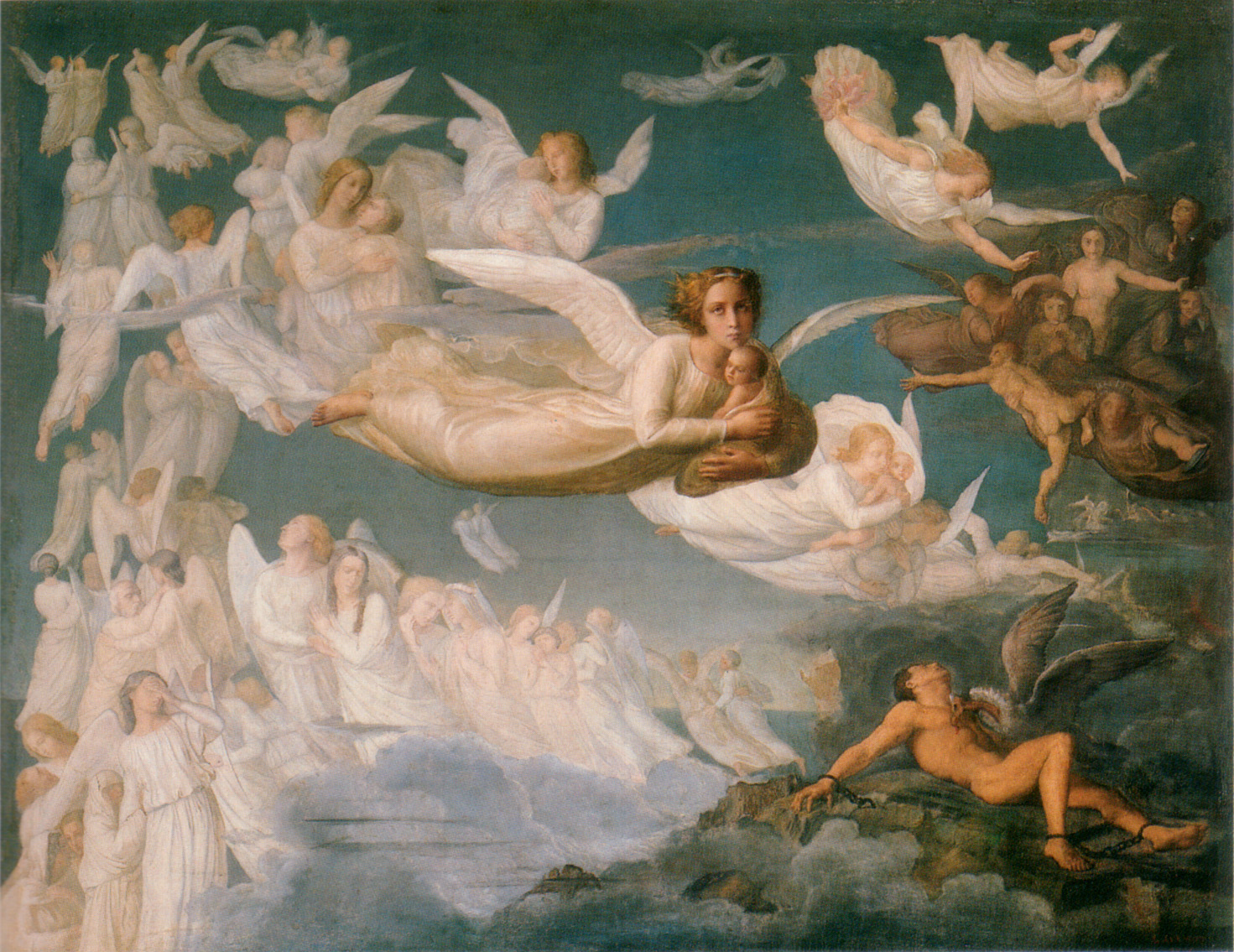
2. 魂の移行
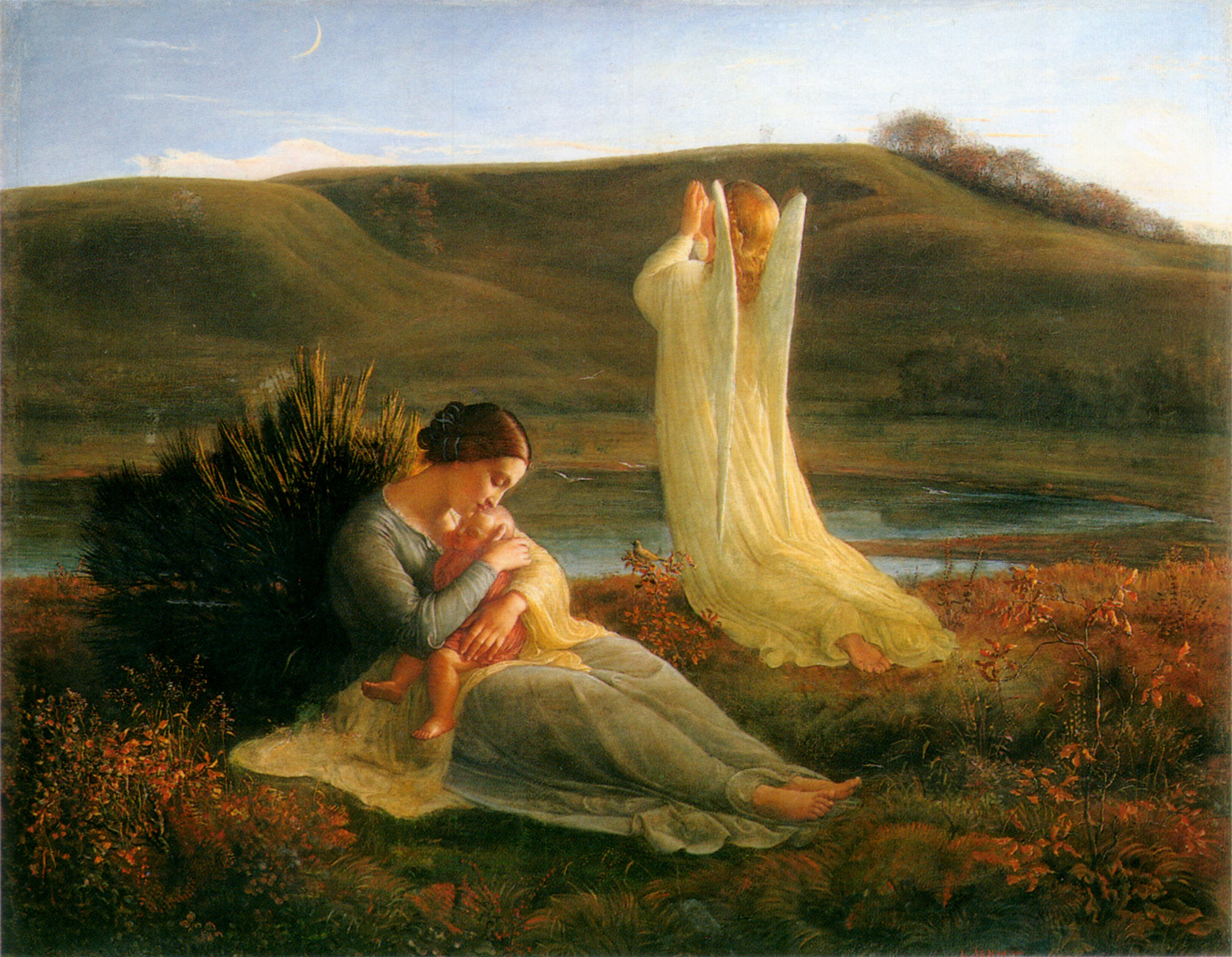
3. 天使と母
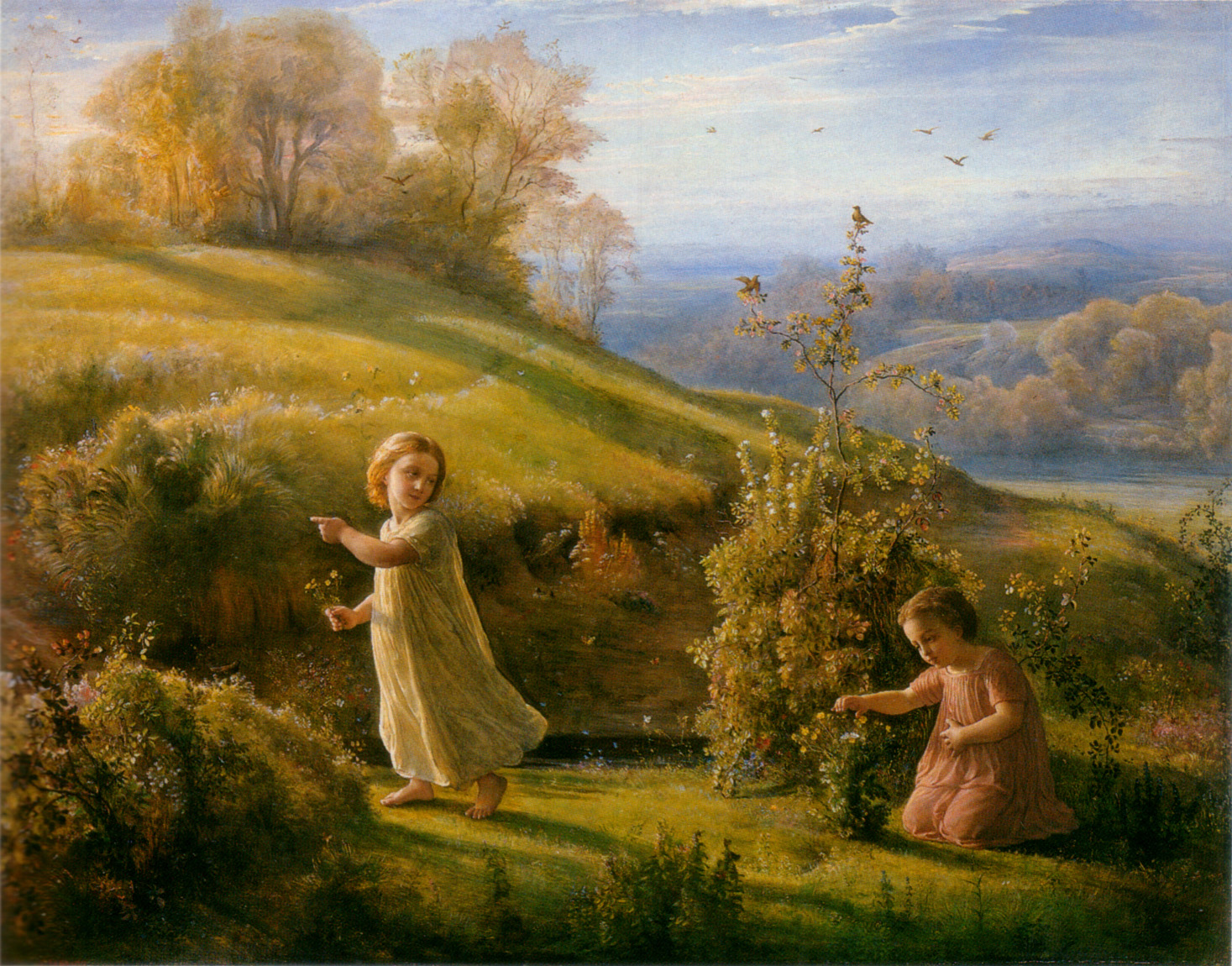
4. 春
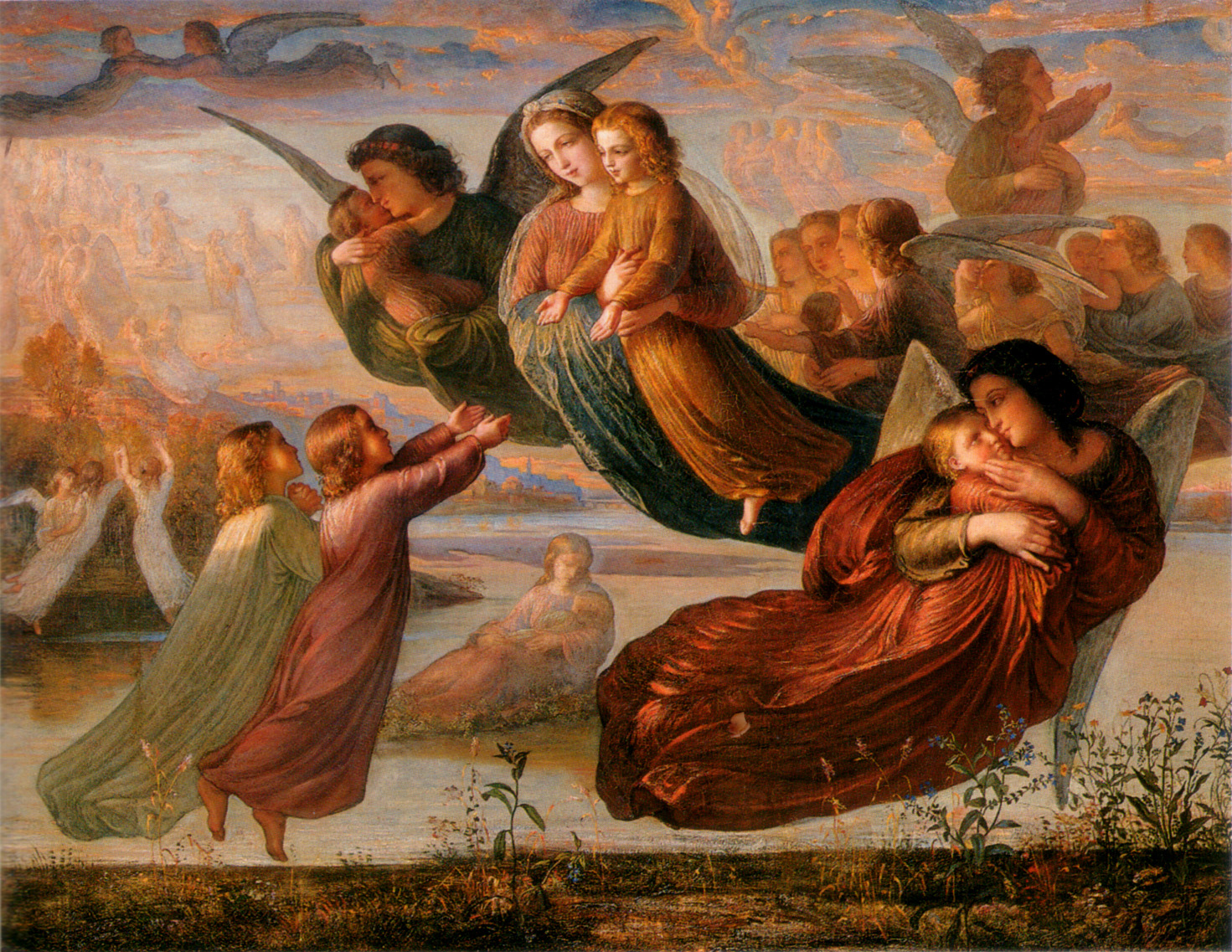
5. 天の思い出
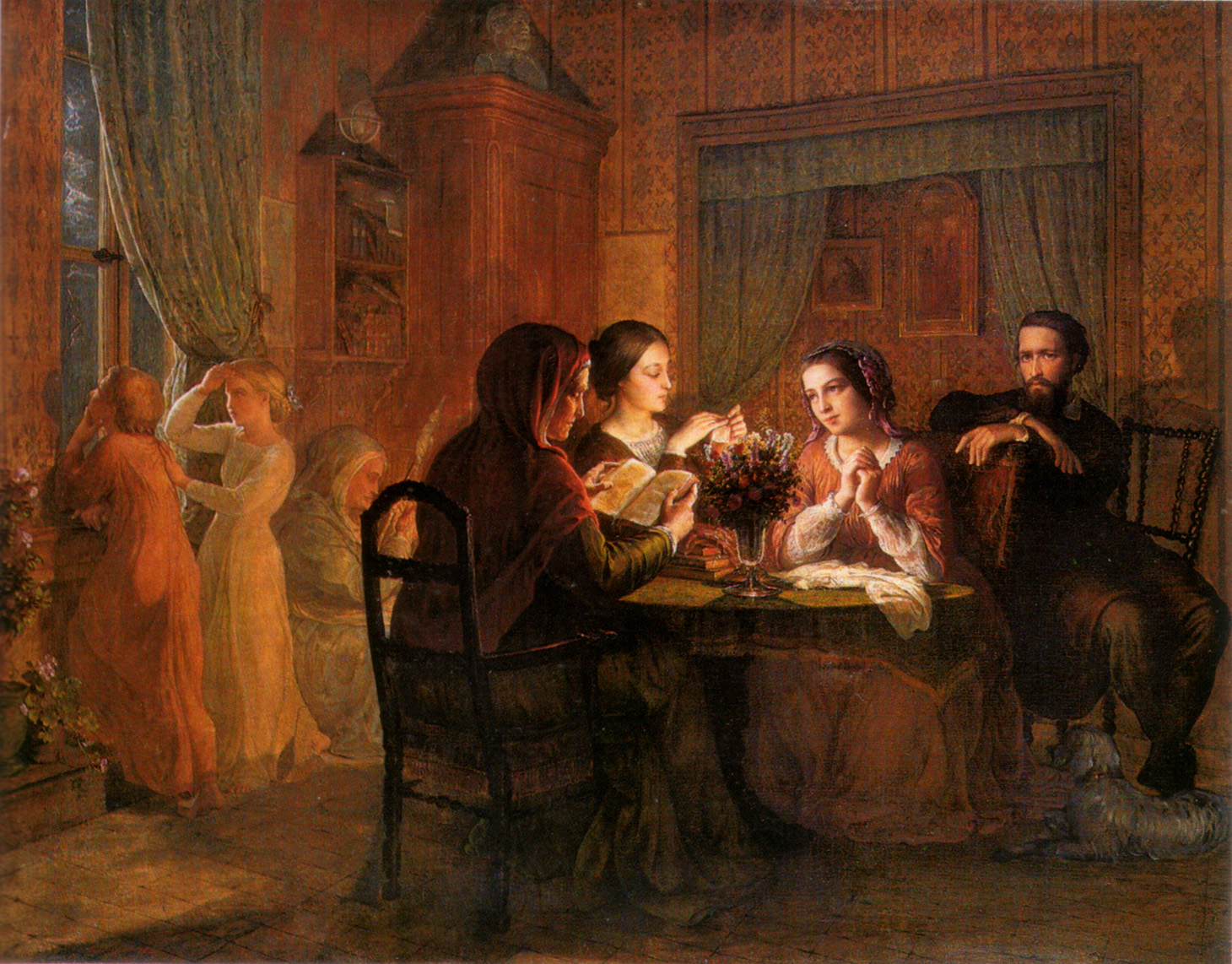
6. 父の家
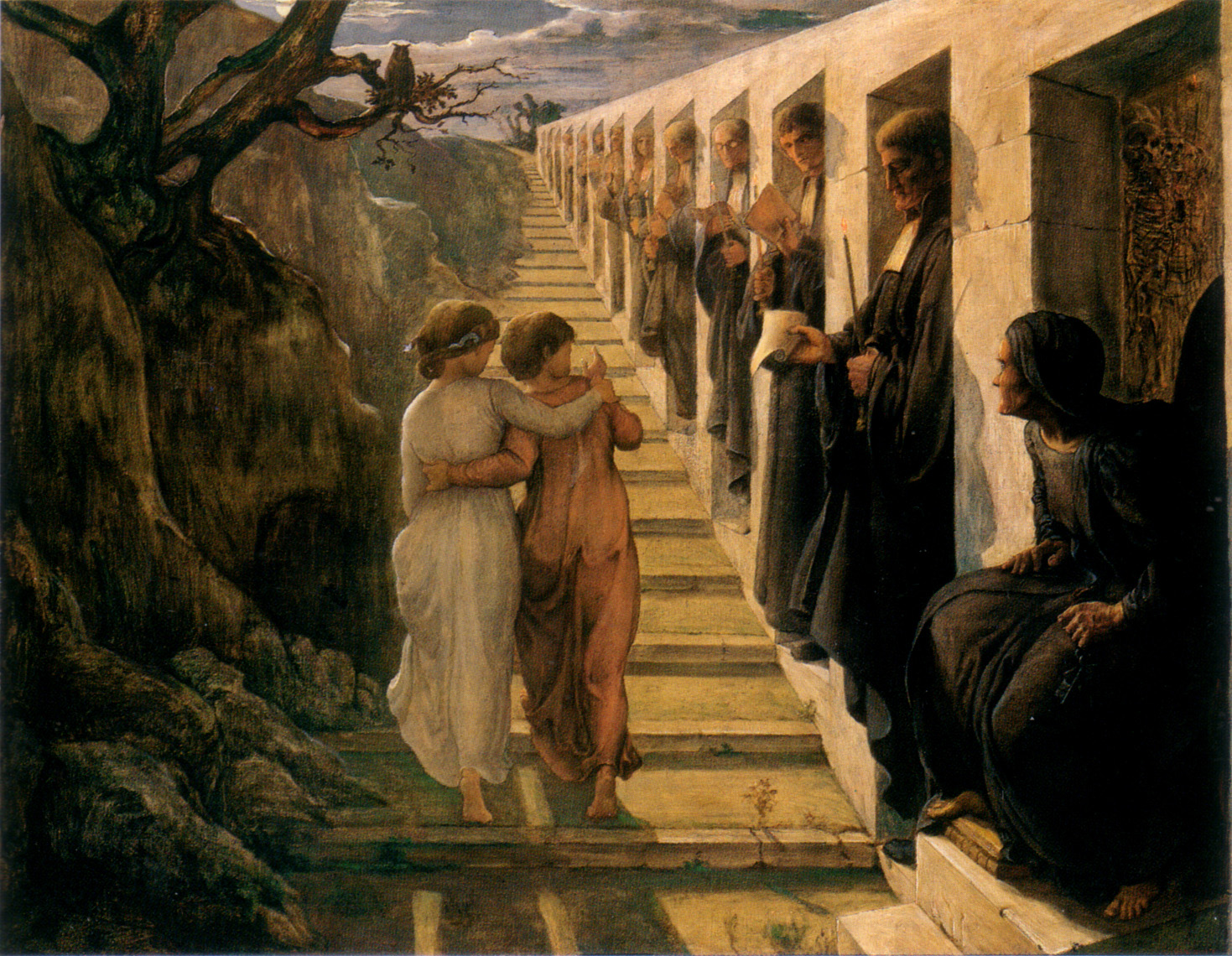
7. 悪しき小径
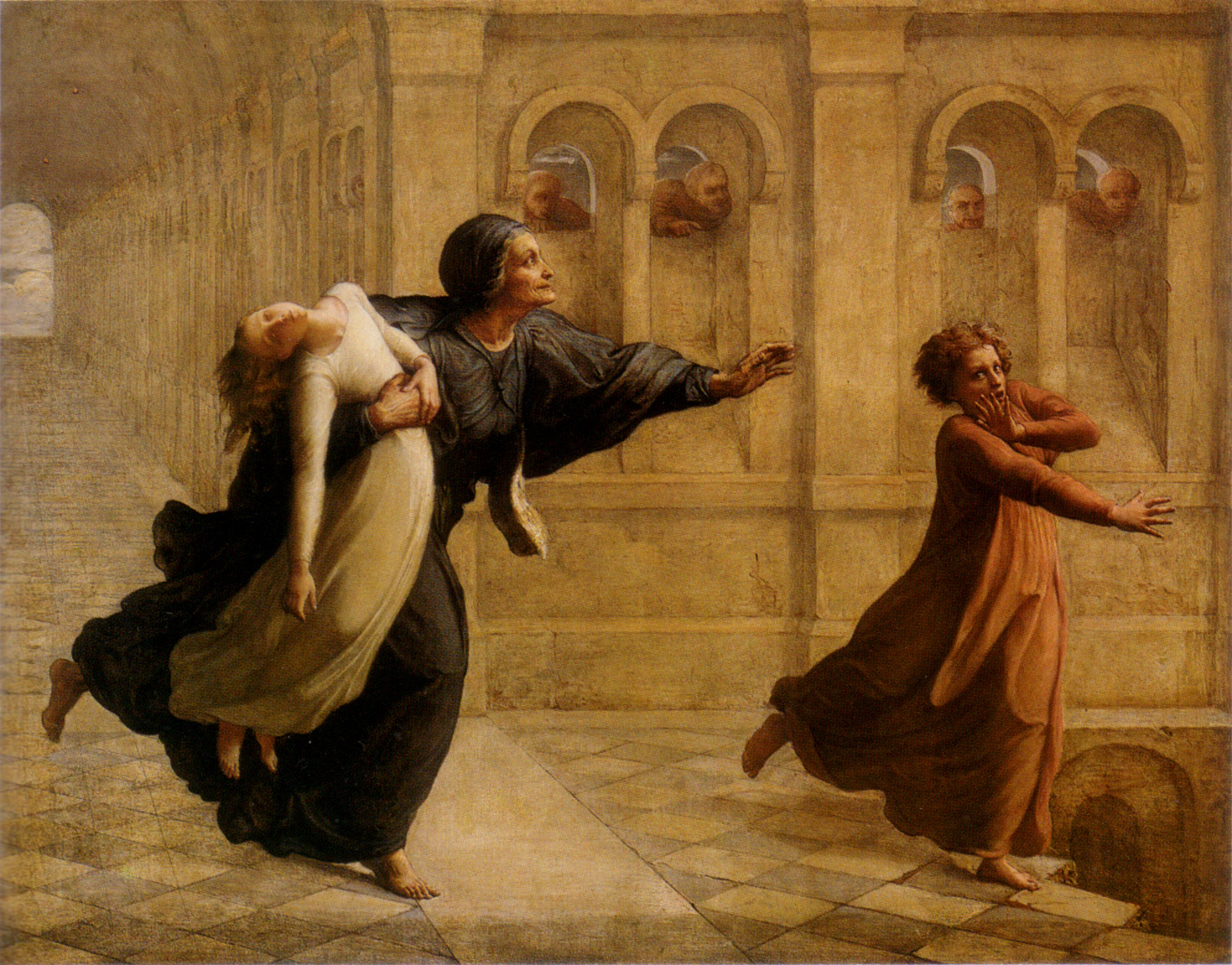
8. 悪夢
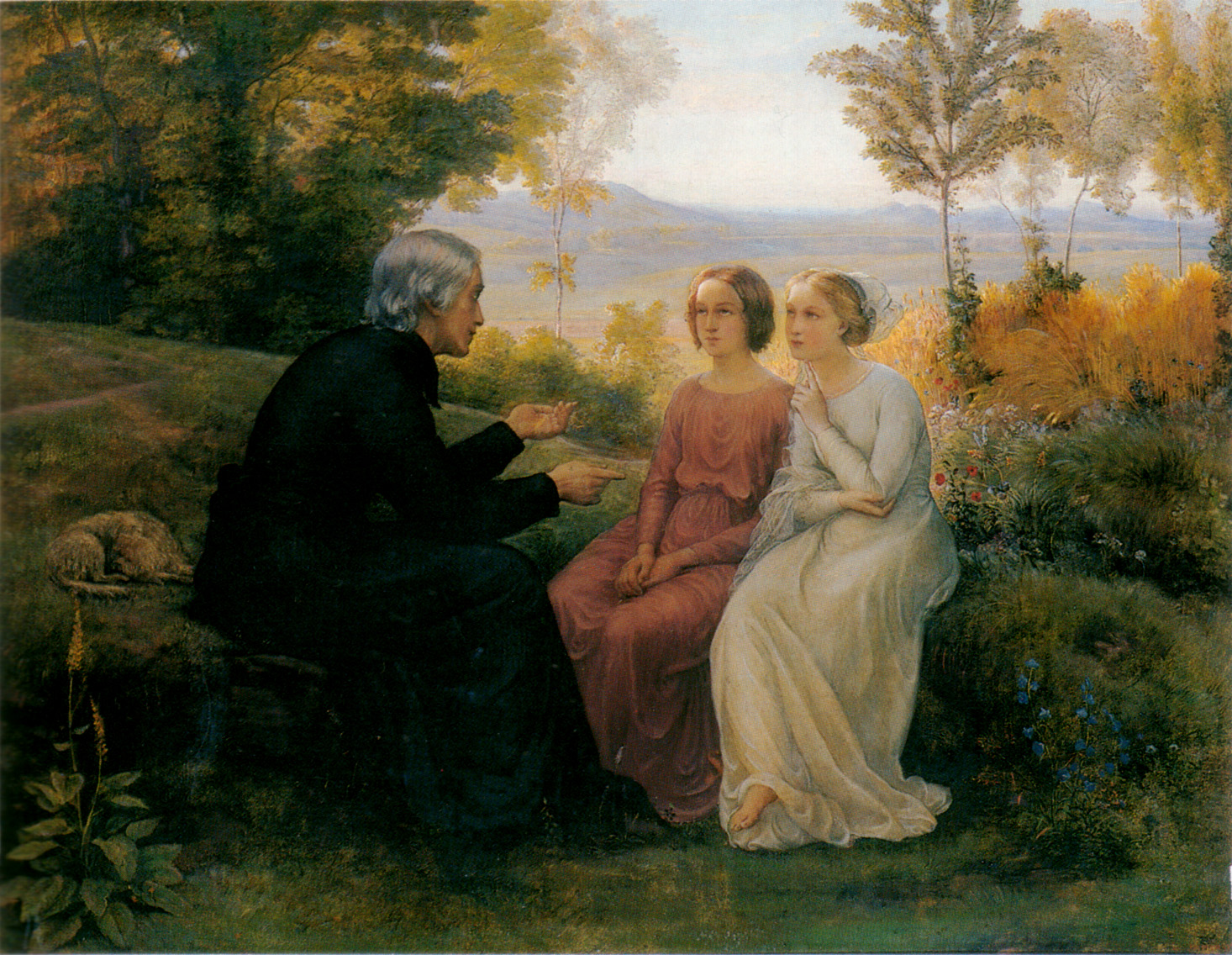
9. 麦の粒
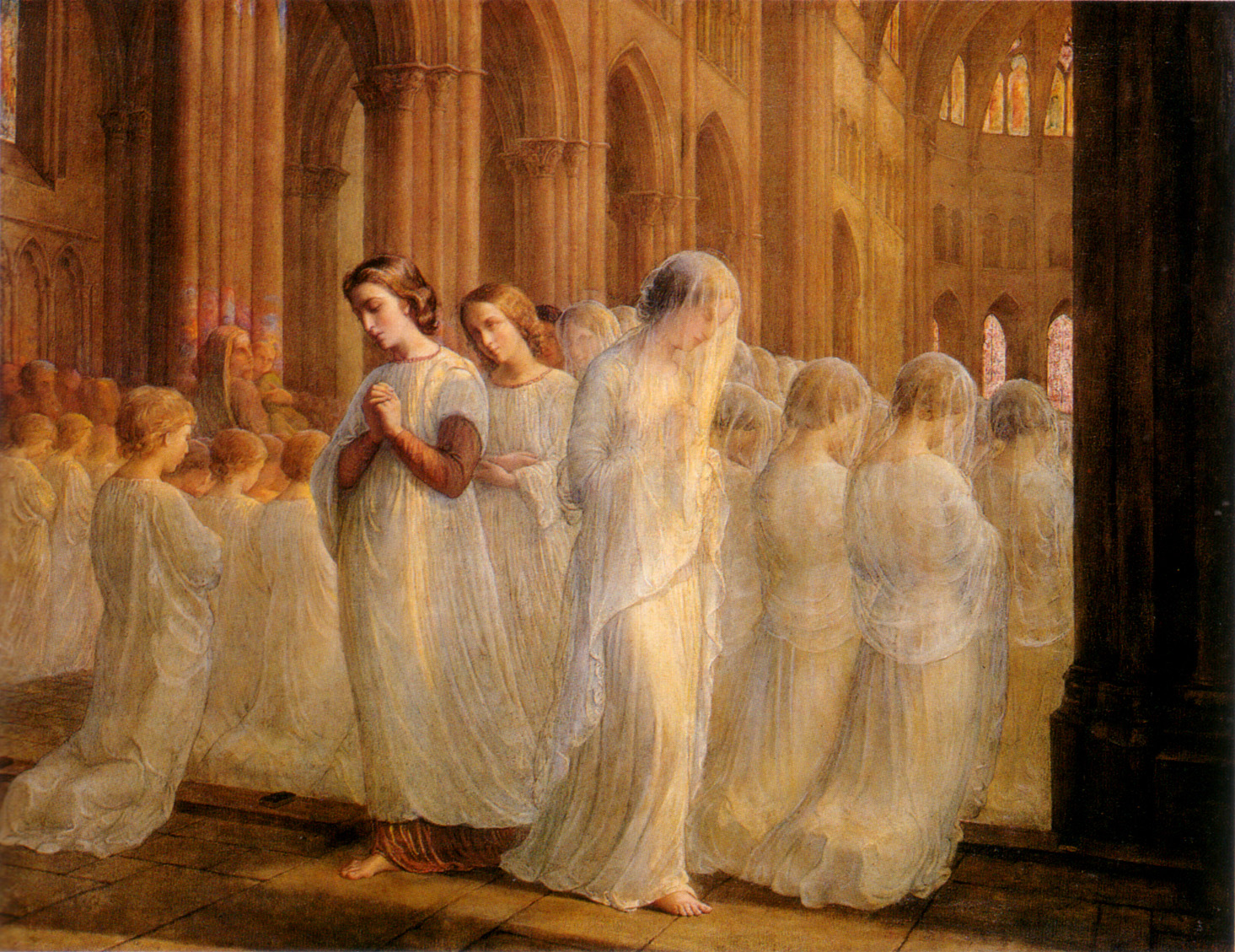
10. 初聖体拝領
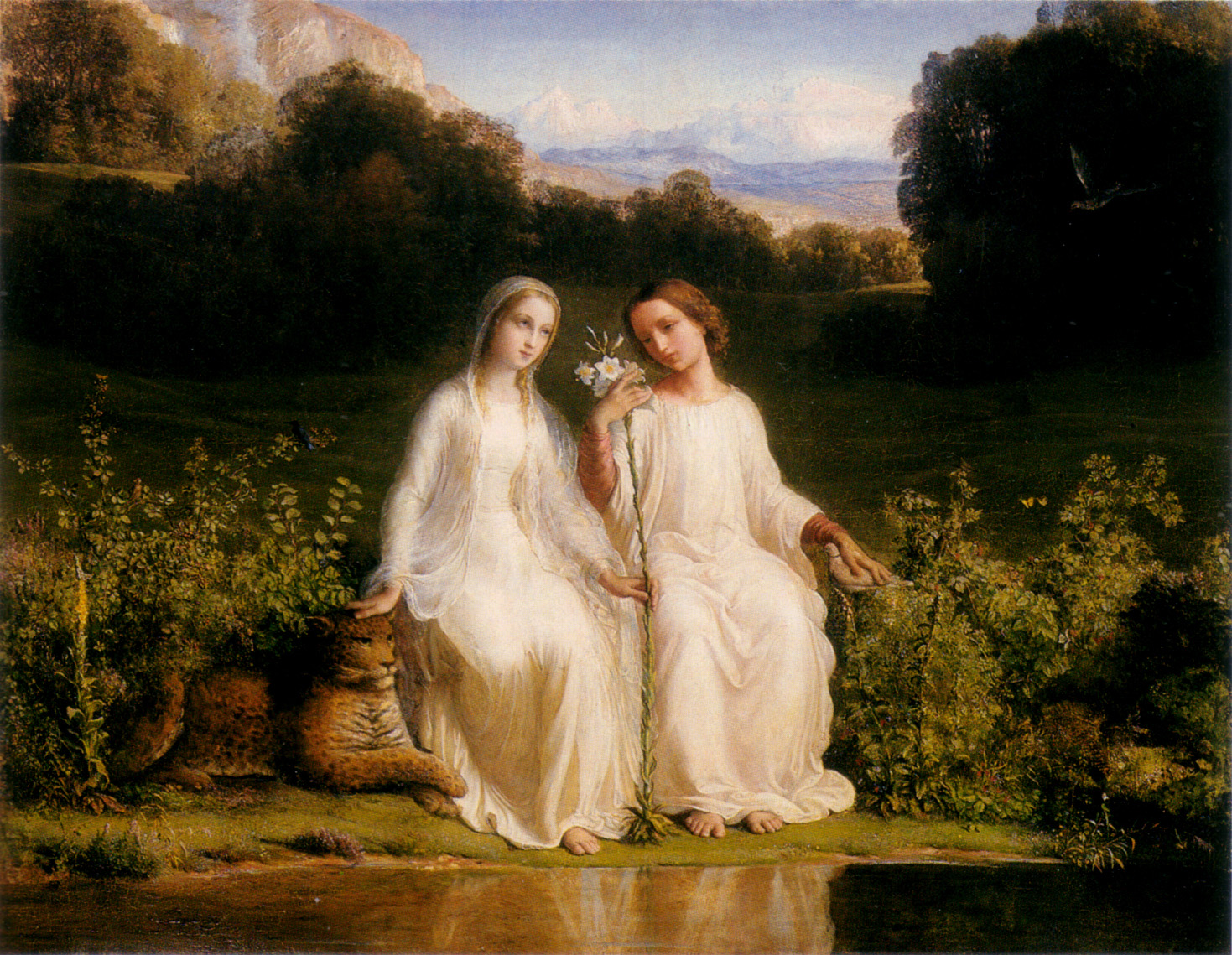
11. 純潔
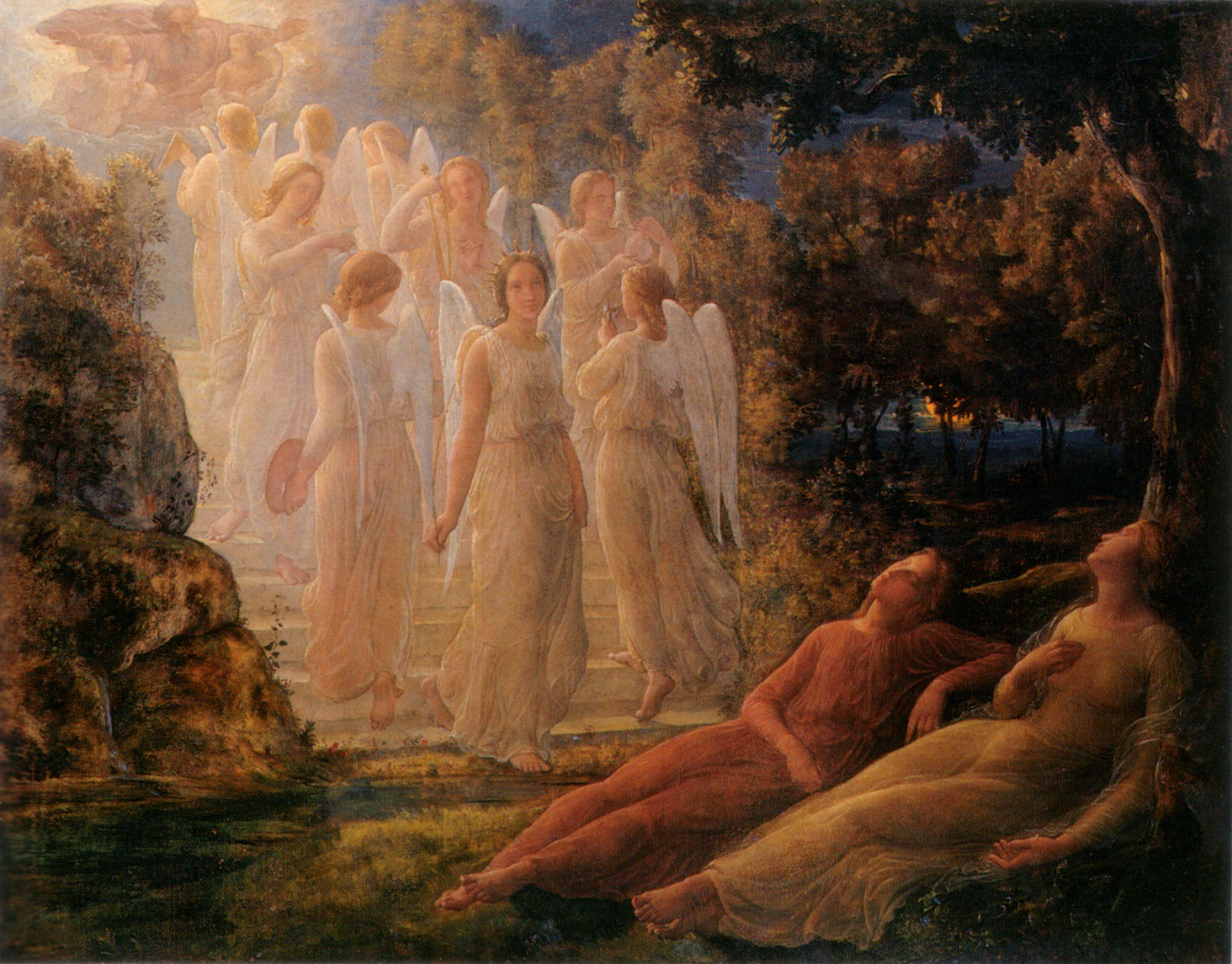
12. 黄金の梯子
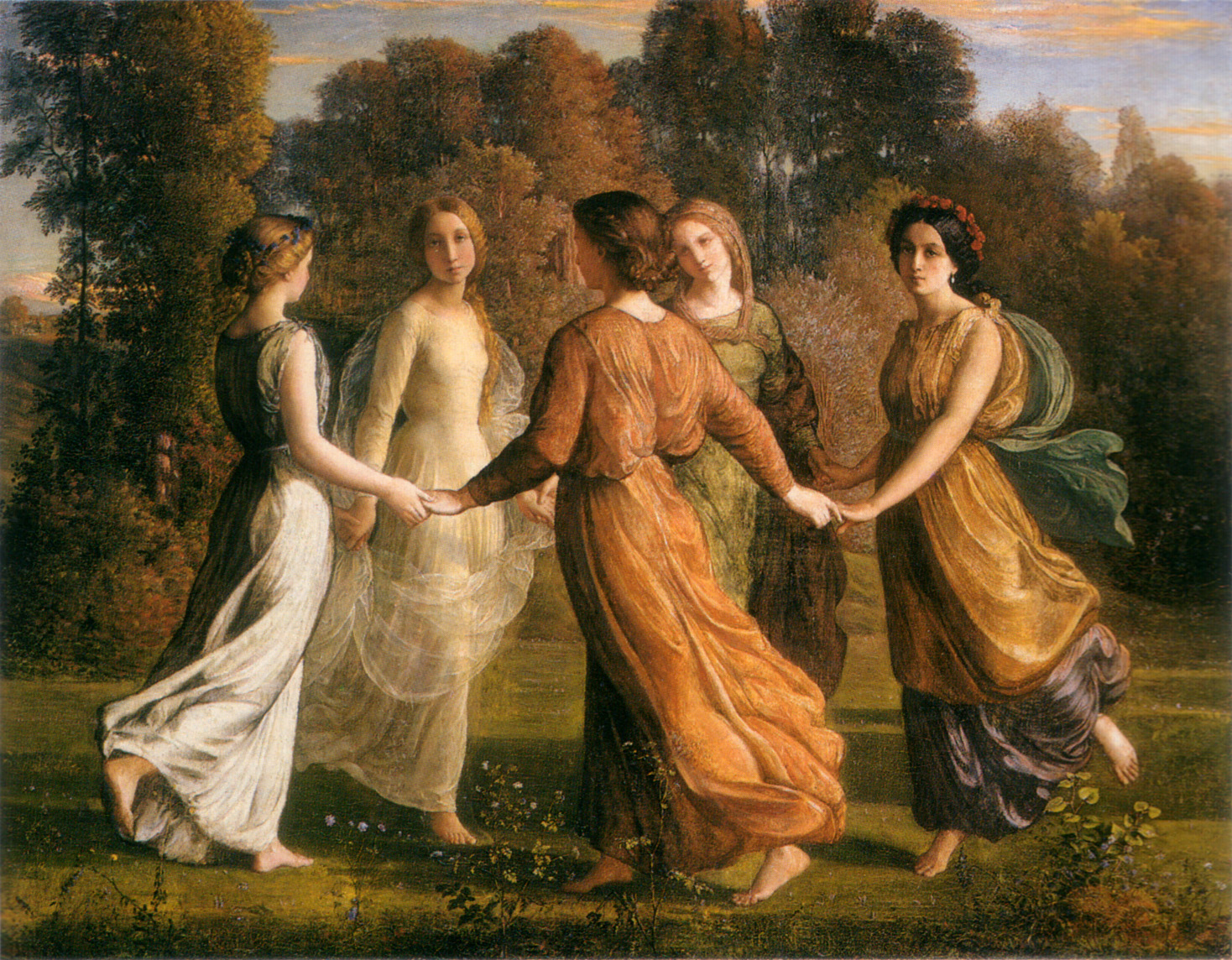
13. 太陽の光
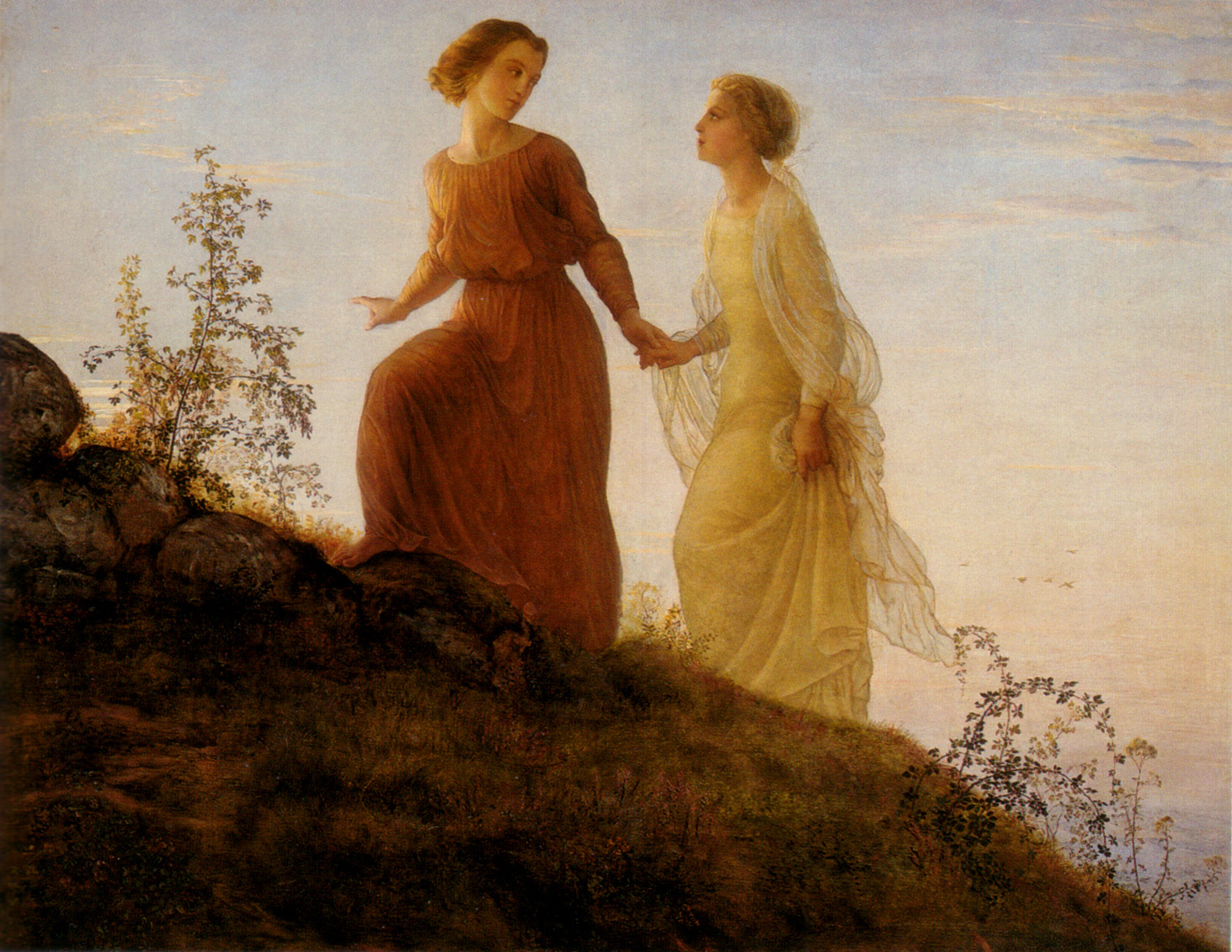
14. 山の上で
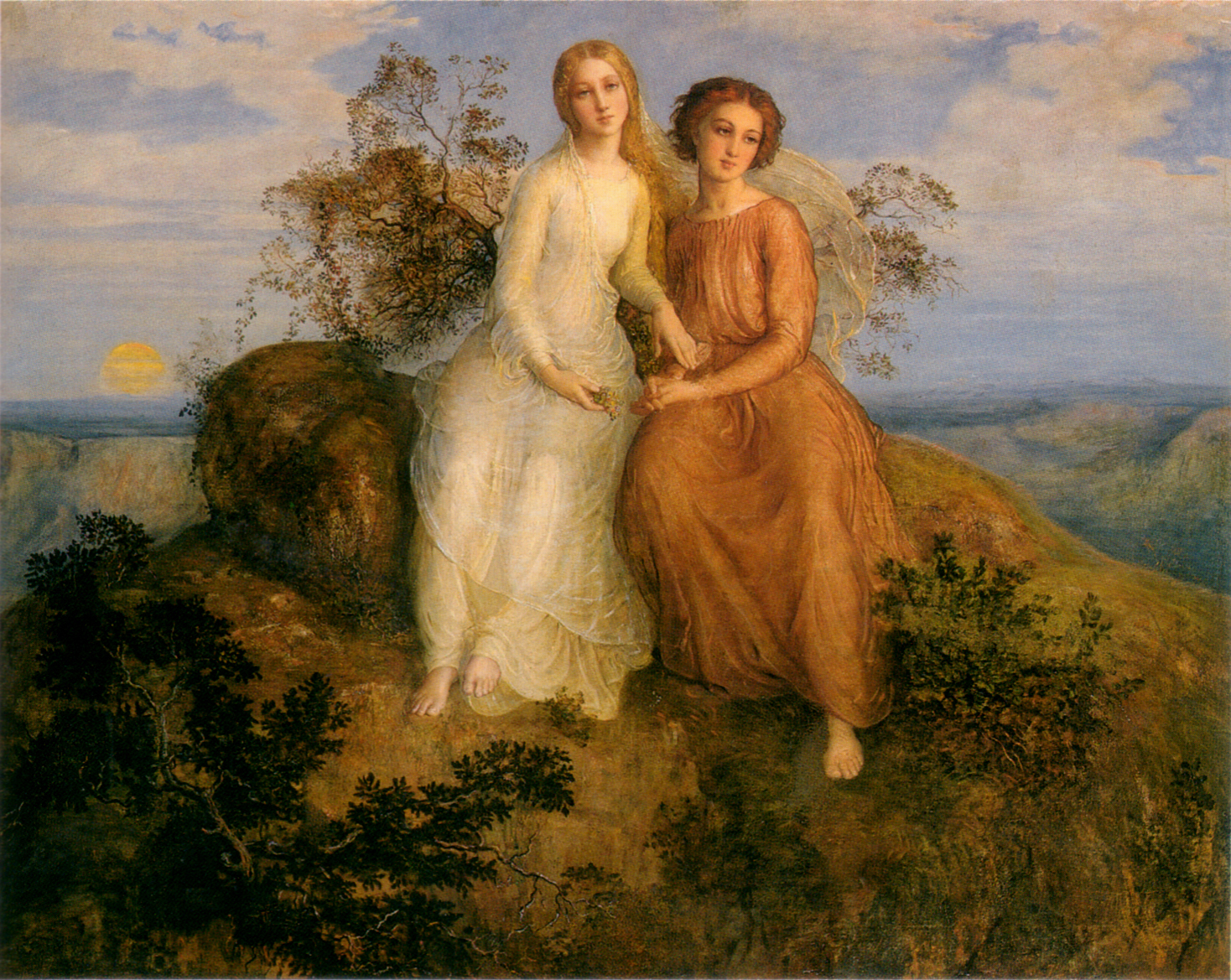
15. 夕べ
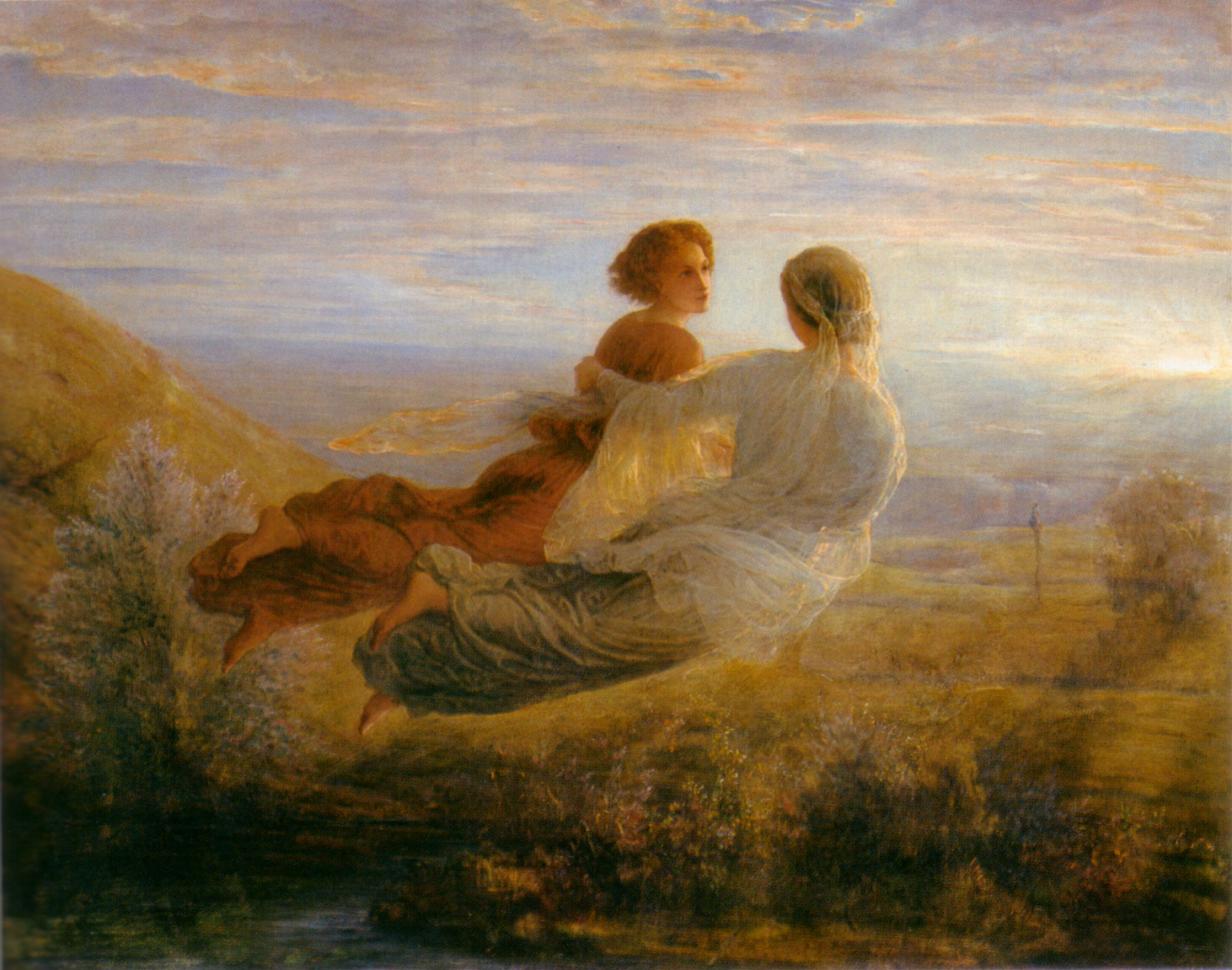
16. 魂の飛翔
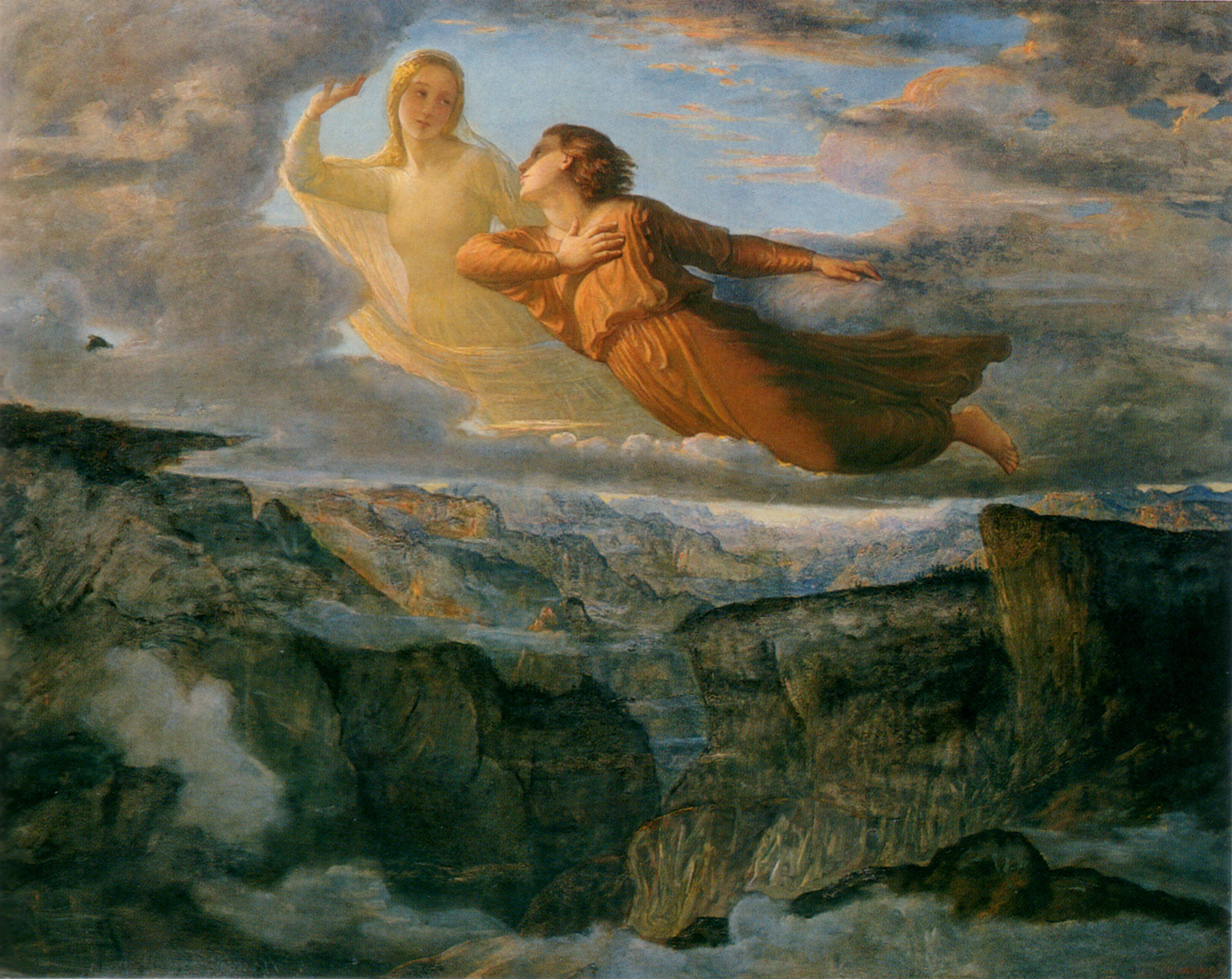
17. 理想
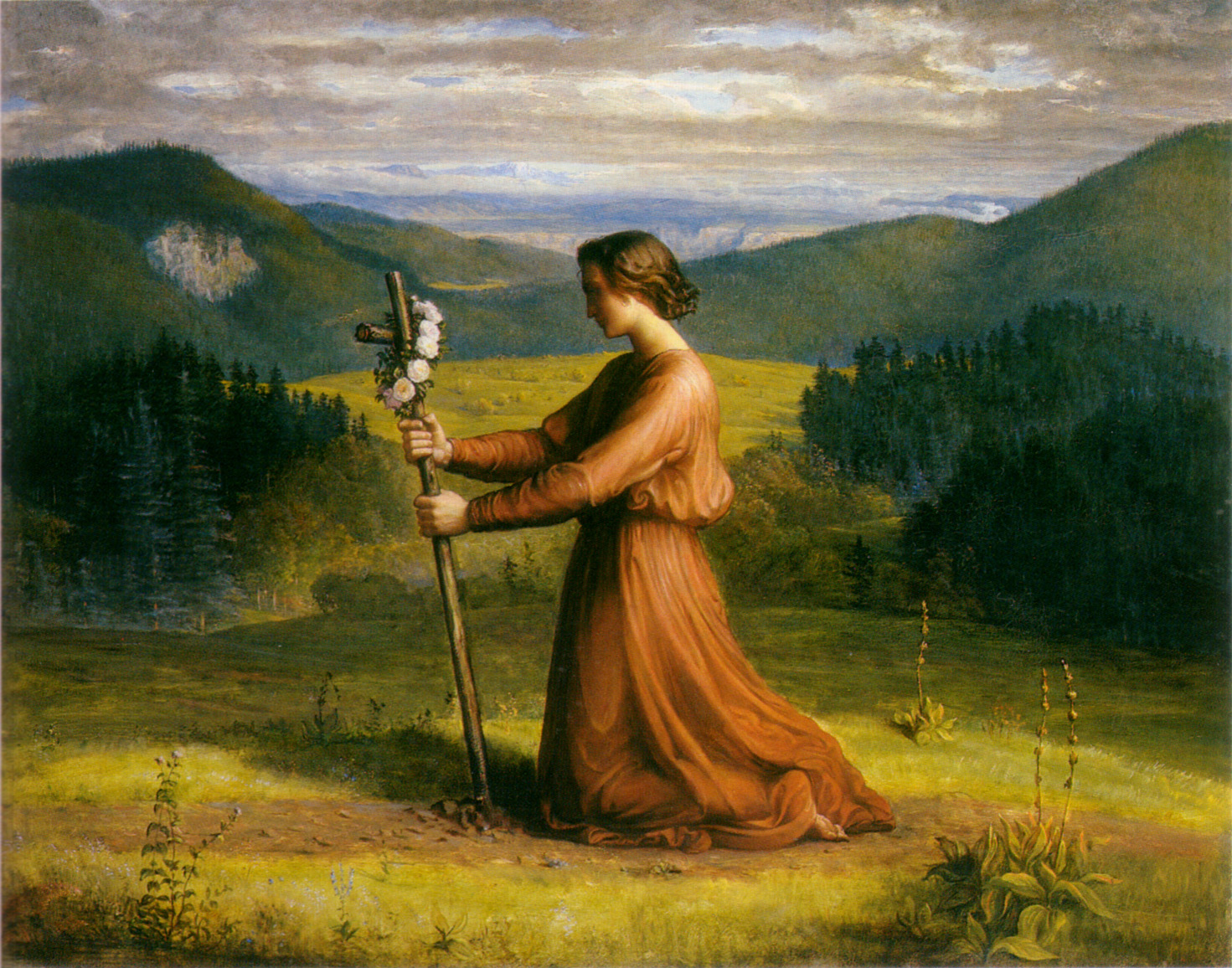
18. 現実

### その他の作品
- 自画像, (1832年) リヨン美術館

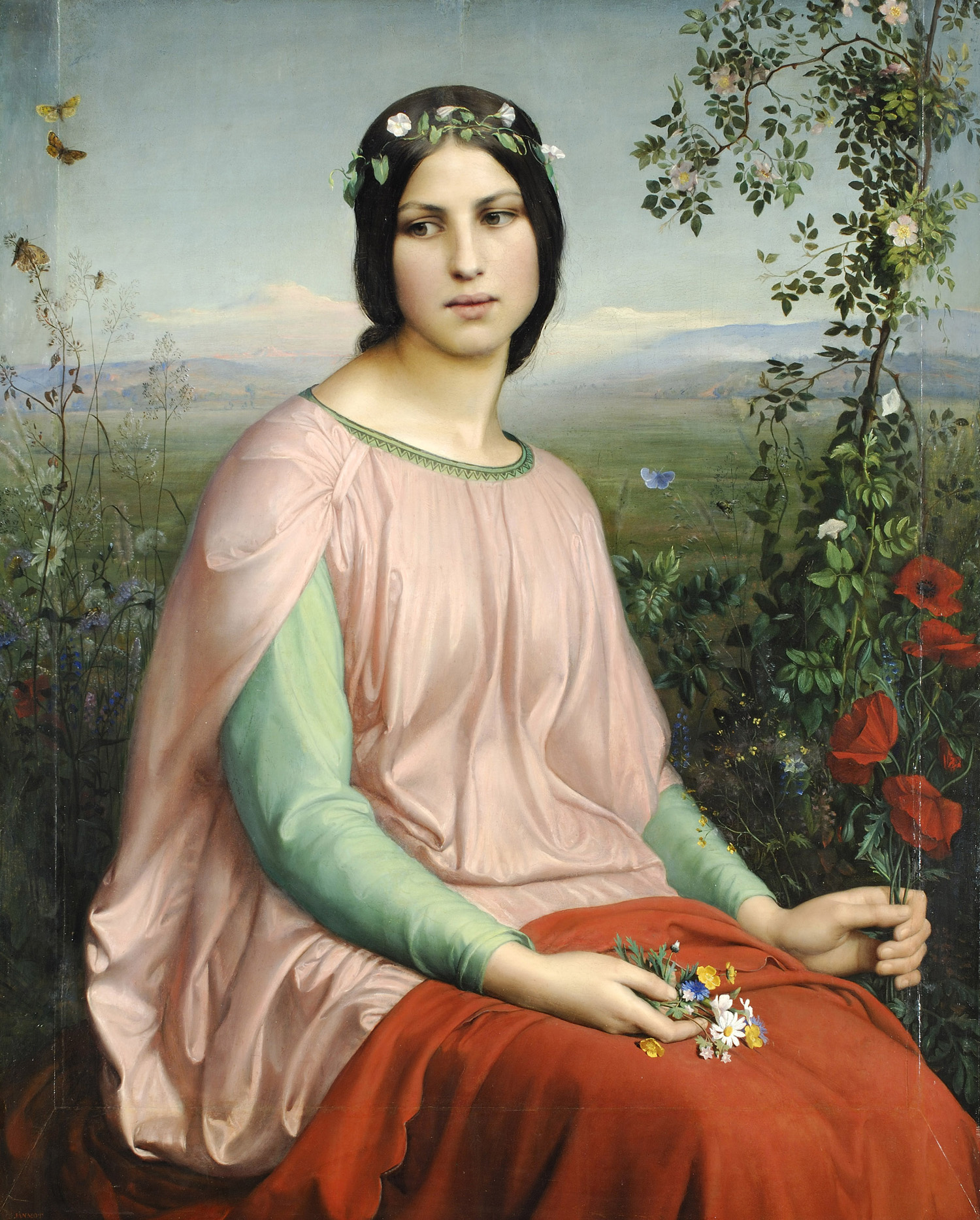
野の花 (1845)

- "ナインの寡婦の息子の復活", (1839年)
- オリーブの園のキリスト, (1840年) リヨン美術館
- 野の花, (1845年) リヨン美術館
- 聖母被昇天, (1845年) サン=テティエンヌ近代美術館
- メゼンティウスの拷問, (1865年) オルセー美術館
- アンリ・ラコルデール神父の肖像, (1878年)ベルサイユ城美術館

## 参考資料
- Élisabeth Hardouin-Fugier, Le Poème de l'âme par Louis Janmot, La Taillanderie, Châtillon-sur-Chalaronne, 2007, ISBN 978-2-87629-358-8
- Wolfgang Drost, Élisabeth Hardouin-Fugier, Louis Janmot, précurseur du symbolisme, C. Winter, Heidelberg 1994, ISBN 3-8253-0209-1
- Élisabeth Hardouin-Fugier, Louis Janmot, 1814–1892, Presses universitaires de Lyon, Lyon 1981, ISBN 2-7297-0106-0
- Louis Janmot, Opinion d’un artiste sur l’art, Vitte & Perrussel, Lyon 1887
- Jane Turner, From Monet to Cézanne: late 19th-century French artists?  Grove Art, New York, St Martin's Press, (2000) ISBN 0-312-22971-2
- Sylvie Ramond, Gérard Bruyère et Léna Widerkher, Le Temps de la peinture, Lyon 1800-1914, Fage éditions, Lyon (2007) 335 p. ISBN 978-2-84975-101-5